# Main Theme The Addams Family/Main Theme Kentucky Jones
Main Theme The Addams Family è un singolo del compositore statunitense Vic Mizzy, pubblicato nel 1964 e successivamente inserito nell'album Original Music from The Addams Family del 1965. La title track è la sigla della serie televisiva La famiglia Addams (The Addams Family, 1964-1966).

## Descrizione
La colonna sonora della serie televisiva è stata composta da Vic Mizzy, già compositore di colonne sonore per il cinema e per la televisione, il cui The Addams Family Theme, sigla della serie, diverrà uno dei suoi brani più conosciuti assieme alla sigla della serie La fattoria dei giorni felici (Green Acres).
La sigla della serie televisiva è dominata dal suono di un clavicembalo ed è caratterizzata dallo schioccare le dita e altri suoni prodotti con il corpo. Il brano cantato, vede l'attore Ted Cassidy recitare con la sua voce "alla Lurch" alcune parole in risposta al coro, come: "neat", "sweet" e "petite". Il brano è divenuto popolare al punto da vederlo pubblicato nel 1964 come singolo a nome Vic Mizzy, His Orchestra and Chorus, con sul retro il brano Main Theme Kentucky Jones, sigla della serie coeva Il ragazzo di Hong Kong (Kentucky Jones, 1964-1965). Il singolo non ha tuttavia sfondato nella classifica statunitense. La sigla di chiusura era il medesimo tema in versione strumentale, comprendendo alcuni strumenti come triangolo, legnetti un fischietto e un richiamo per anatre.
Del singolo sono state pubblicate diverse edizioni per il mercato statunitense, canadese e britannico, tutte pubblicate dall'etichetta discografica RCA Victor in formato 7", con copertina generica forata, riportante il marchio dell'etichetta.

## Tracce
1. Main Theme The Addams Family – 2:00 (Vic Mizzy)
2. Main Theme Kentucky Jones – 2:10 (Vic Mizzy)

Durata totale: 4:10

## Crediti
- Vic Mizzy - direzione d'orchestra
- Vic Mizzy Orchestra and Chorus - orchestra e coro

## Altri utilizzi
- Una differente versione del brano Main Theme The Addams Family, con una melodia leggermente diversa, è stato utilizzato per il film per la televisione del 1977 Halloween con la famiglia Addams (Halloween with the New Addams Family), che ha visto riunito quasi tutto il cast della serie televisiva originale.
- Il tema, riarrangiato e inserito nelle colonne sonore composte da Marc Shaiman, è stato utilizzato nei film diretti da Barry Sonnenfeld La famiglia Addams (The Addams Family, 1991) e La famiglia Addams 2 (Addams Family Values, 1993).
- Il tema è stato utilizzato come sigla anche della serie televisiva animata La famiglia Addams (The Addams Family, 1992). Questa versione è però stata riregistrata utilizzando una voce basso profondo, mentre la melodia è fedele all'arrangiamento originale.
- Una versione del tema della serie animata I Simpson riarrangiata in stile The Addams Family Theme è stata usata nell'episodio La paura fa novanta IV (Treehouse of Horror IV) e come sigla dell'episodio La paura fa novanta XVIII (Treehouse of Horror XVIII).
- A metà degli anni novanta The Addams Family Theme è stato utilizzato per la pubblicità dello snack Nestle Buncha Crunch.
- Una versione a cappella in chiave rhythm and blues è stata utilizzata nella colonna sonora del film La famiglia Addams si riunisce (Addams Family Reunion, 1998), eseguita dal gruppo vocale di Los Angeles Strate Vocalz. Ne è stato realizzato anche un videoclip, contenuto nella distribuzione home video del film in formato VHS e come promo per la successiva serie televisiva La nuova famiglia Addams (The New Addams Family, 1998-1999).
- Il brano è stato utilizzato nel 2007 per una serie di spot per le M&M's con protagonista la famiglia Addams.
- Il brano appare nel musical La famiglia Addams (The Addams Family, 2010) ed è inclusa nell'LP pubblicato dal cast originale di Broadway The Addams Family (Original Broadway Cast Recording).
- Per molti anni l'introduzione al brano è stato utilizzato in eventi sportivi in Canada e Stati Uniti.
- La parte chiave del tema è stata usata come coro all'interno della serie televisiva del 2009 Horrible Histories, in uno sketch sulla famiglia Borgia.

## Cover
- Una versione jazz/lounge interpretata da Joey Gaynor compare nella compilation Elvira Presents Monster Hits.